# Traplice
Traplice är en ort i Tjeckien.   Den ligger i distriktet Okres Uherské Hradiště och regionen Zlín, i den östra delen av landet, 240 km öster om huvudstaden Prag. Traplice ligger 211 meter över havet och antalet invånare är 1 139.
Terrängen runt Traplice är platt österut, men västerut är den kuperad. Runt Traplice är det tätbefolkat, med 343 invånare per kvadratkilometer. Närmaste större samhälle är Kroměříž, 18,8 km norr om Traplice. Trakten runt Traplice består till största delen av jordbruksmark.